# Pedaliodes roraimae
La mariposa negra del Roraima (Pedaliodes roraimae Strand 1912) es una especie de mariposa de la familia de los ninfálidos, la subfamilia de los satirinos (Satyrinae) y la tribu Satyrini. 
Esta mariposa es endémica de Roraima y Kukenán tepui en la región de la Gran Sabana en Venezuela. Originalmente descrita por E. Strand en 1912 a partir de material recogido en Roraima.
El género Pedaliodes pertenece a la subtribu Pronophilina, un grupo de mariposas que presenta su mayor diversidad en los Andes tropicales, pero solo cinco especies de Pedaliodes y otras cinco especies de tres géneros diferentes se han reportado en la región del Pantepui, todas ellas endémicas de este sistema de montañas más antiguo, pero relativamente aislado de los Andes.
A pesar del aislamiento, Pedaliodes roraimae presenta afinidad con especie de Pedaliodes de la cordillera de la Costa en Venezuela y especies centroamericanas.